# Kachipuradakambada Beedu, Hosakote
Kachipuradakambada Beedu là một làng thuộc tehsil Hosakote, huyện Bangalore Rural, bang Karnataka, Ấn Độ.